# 1999-es Tour de France
Az 1999-es Tour de France volt a 86. francia körverseny. 1999. július 3-a és július 25-e között rendezték. 20 szakaszt tartalmazott, a versenytáv 3870 km volt.

## Végeredmény
|      | Versenyző         | Csapat              | Idő       |
| ---- | ----------------- | ------------------- | --------- |
| KIZ. | Lance Armstrong   | U.S. Postal Service |           |
| 2    | Alex Zülle        | Banesto             | + 7' 37"  |
| 3    | Fernando Escartín | Kelme               | + 10' 26" |
| 4    | Laurent Dufaux    | Saeco               | + 14' 43" |
| 5    | Ángel Casero      | Vitalicio Seguros   | + 15' 11" |
| 6    | Abraham Olano     | ONCE                | + 16' 47" |
| 7    | Daniele Nardello  | Mapei               | + 17' 02" |
| 8    | Richard Virenque  | Polti               | + 17' 28" |
| 9    | Wladimir Belli    | Festina             | + 17' 37" |
| 10   | Andrea Peron      | ONCE                | + 23' 10" |

## Szakaszok
| Szakasz | Időpont    | Végpontok                         | Hossz (km) | Szakaszgyőztes           | Összetett első        |
| ------- | ---------- | --------------------------------- | ---------- | ------------------------ | --------------------- |
| Prolog  | július 3.  | Puy du Fou – Puy du Fou           | 7 *        | Lance Armstrong (USA)    | Lance Armstrong (USA) |
| 1       | július 4.  | Montaigu – Challans               | 203        | Jaan Kirsipuu (EST)      | Lance Armstrong (USA) |
| 2       | július 5.  | Challans – Saint-Nazaire          | 176        | Tom Steels (BEL)         | Jaan Kirsipuu (EST)   |
| 3       | július 6.  | Nantes – Laval                    | 194,5      | Tom Steels (BEL)         | Jaan Kirsipuu (EST)   |
| 4       | július 7.  | Laval – Blois                     | 194,5      | Mario Cipollini (ITA)    | Jaan Kirsipuu (EST)   |
| 5       | július 8.  | Bonneval – Amiens                 | 233,5      | Mario Cipollini (ITA)    | Jaan Kirsipuu (EST)   |
| 6       | július 9.  | Amiens – Maubeuge                 | 171,5      | Mario Cipollini (ITA)    | Jaan Kirsipuu (EST)   |
| 7       | július 10. | Avesnes-sur-Helpe – Thionville    | 227        | Mario Cipollini (ITA)    | Jaan Kirsipuu (EST)   |
| 8       | július 11. | Metz – Metz                       | 56,5 *     | Lance Armstrong (USA)    | Lance Armstrong (USA) |
| 9       | július 13. | Le Grand-Bornand – Sestrières     | 213,5      | Lance Armstrong (USA)    | Lance Armstrong (USA) |
| 10      | július 14. | Sestrières – L'Alpe-d'Huez        | 220,5      | Giuseppe Guerini (ITA)   | Lance Armstrong (USA) |
| 11      | július 15. | Le Bourg-d'Oisans – Saint-Étienne | 198,5      | Ludo Dierckxsens (BEL)   | Lance Armstrong (USA) |
| 12      | július 16. | Saint-Galmier – Saint-Flour       | 201,5      | David Etxebarria (ESP)   | Lance Armstrong (USA) |
| 13      | július 17. | Saint-Flour – Albi                | 236,5      | Salvatore Commesso (ITA) | Lance Armstrong (USA) |
| 14      | július 18. | Castres – Saint-Gaudens           | 199        | Dimitrij Konycsev (RUS)  | Lance Armstrong (USA) |
| 15      | július 20. | Saint-Gaudens – Piau-Engaly       | 173        | Fernando Escartin (ESP)  | Lance Armstrong (USA) |
| 16      | július 21. | Lannemezan – Pau                  | 192        | David Etxebarria (ESP)   | Lance Armstrong (USA) |
| 17      | július 22. | Mourenx – Bordeaux                | 200        | Tom Steels (BEL)         | Lance Armstrong (USA) |
| 18      | július 23. | Jonzac – Futuroscope              | 187        | Gianpaolo Mondini (ITA)  | Lance Armstrong (USA) |
| 19      | július 24. | Futuroscope – Futuroscope         | 57 *       | Lance Armstrong (USA)    | Lance Armstrong (USA) |
| 20      | július 25. | Arpajon – Párizs                  | 143,5      | Robbie McEwen (AUS)      | Lance Armstrong (USA) |

- A versenyt 1999 és 2005 között hétszer megnyerő amerikai Lance Armstrongot a Nemzetközi Kerékpáros Szövetség (UCI) 2012. október 22-én hivatalosan megfosztotta az összes elsőségétől szisztematikus doppingolás megalapozottnak tekintett vádjával.[1]